# Embraer E-Jet
Фамилията Ембраер E-Jet (на английски: Embraer E-Jet family) е серия теснофюзелажни самолети с два двигателя, произведени от бразилския самолетен производител Ембраер. Представени са за първи път на авиошоуто в Париж през 1999 г. и влизат в производство през 2002 г. Серията е голям успех за бразилския производител и самолетите се ползват както от малки регионални авиокомпании, така и от най-големите авиокомпании по целия свят. Към юни 2016 г. са произведени 1238 броя.

## Дизайн и разработка
Линията „Ембраер E-Jet“ е съставена от две семейства пътнически самолети и един бизнес джет. По-малките Е170 и Е175 създават базовия модел, на база на който са направени и по-големите Е190, Е195 и бизнес джетът Lineage 1000, които са издължени версии с по-мощни двигатели, по-големи крила, хоризонтални стабилизатори и колесници. Е170 и Е175 са 95% идентични, също както и Е190 и Е195. Двете семейства са 89% идентични, като споделят еднакво напречно сечение на фюзелажа, еднаква авионика, Honeywell Primus Epic Electronic Flight Instrument System (EFIS). Всички самолети от линията са оборудвани с уинглет за подобрен разход на гориво.
Всички самолети от линията са със салон с по 4 седалки на редица (2+2) и споделят един дизайн на фюзелажа (двоен мехур), който Ембраер е разработил, за да има достатъчно място над главата на изправен човек без да се навежда. Е190 и Е195 имат същия максимален брой пасажери, като ранните версии на Боинг 737 и имат двигатели, които са по-тихи, което ги прави удобни за летища с тежки ограничения за звука.

## Второ Поколение на семейството Е-Jets
През ноември 2011 г. Ембраер обяви, че работи по модифицирана версия на семейството с подобрени двигатели. Новата версия на самолетите ще имат по-модерни двигатели с по-нисък разход на гориво и по-голям диаметър на вентилатора. Самолетите ще бъдат оборудвани и с по-високи колесници и крила с нов дизайн. Подобренията целят по-голяма конкурентоспособност на пазара след появата на новия Bombardier CSeries. Очаква се новите самолети да влязат в експлоатация през 2018 г.
GE, Pratt & Whitney и Rolls-Royce са възможни доставчици на новите двигатели. Двигателят на Pratt & Whitney е избран през януари 2013 г. Honeywell Primus Epic 2 е избран за пакета авионика на самолета.
През февруари 2012 г. Ембраер обявява че разработват нов модел със 130 места.

## Оперативна История
Първият Е170 е доставен през март 2004 г. на ЛОТ Полски Авиолинии, следвано от дъщерната компания на US Airways MidAtlantic Airways и Алиталия. ЛОТ е извършил първия пътнически полет с Е170 на 17 март 2004 г. от Варшава до Виена. Най-голямата поръчка за серията е от JetBlue за 100 Е190 с опции за още 100.
Четиристотната машина е доставена през 2008 г. на Republic Airlines в САЩ. Същата година на 6 ноември Jet Blue поставя рекорд за най-дълъг полет с Е190 от Анкоридж в Аляска до Бъфало, Ню Йорк. Полетът е дълъг 4989 km (2694 nmi), като той е извършен с празен самолет на непътнически полет. Самолетът впоследствие се връща на работа в базата на авиокомпанията на летище Кенеди в Ню Йорк след двумесечна чартърна операция с кандидатката за вицепрезидент Сара Пейлин. През септември 2009 г. шестстотният произведен самолет от серията е доставен на ЛОТ. Kenya Airways получава дванадесетият си самолет от серията, който е също и деветстотният произведен самолет от серията „Ембраер“ E-Jet на 10 октомври 2012 г.
На 13 септември 2013 г. с церемония в завода на Ембраер в Сао Хосе дос Кампос е доставен самолетът със сериен номер 1000. На самолета има изрисувано специално лого, за да отбележи доставката.

## Варианти

### Е170 и Е175
Моделите Е170 и Е175 са в клас до 80 места и са по-малките модели от серията. Задвижвани са от два двигателя General Electric CF34-8E с 14,200 паунда (62.28 kN) тяга всеки. Самолетът конкурира Бомбардие CRJ-700 и Бомбардие CRJ-900 и турбовитловият Бомбардие Q400. Самолетът е замислян да замести нишата заемана от BAe 146 и Фокер 70.
Е170 е първият произведен от серията. Прототипът 170 – 001, регистриран като PP-XJE е произведен на 29 октомври 2001 г. и изпълнява първия си полет 119 дни по-късно на 19 февруари 2002 г. Самолетът е показан публично на конференцията на регионалните авиокомпании през май 2002 г. След добрата реакция от страна на авиокомпаниите, компанията пуска и Е175, по-издължената версия на Е170 полита за първи път през юни 2003 г. Първият американски превозвач, използвал самолета е US Airways след сертифицирането му от FAA, като първия му полет е на 4 април 2004 г. Прототипът 170 – 001 извършва последния си полет на 11 април 2012 г. след което бива нарязан за части в САЩ.

### Е190 и Е195
Е190 и Е195 са по-големите модели от серията, те са оборудвани с нови, по-големи крила, по-голям хоризонтален стабилизатор и нови по-мощни двигатели, GE CF34-10E, с 18,500 паунда (82.30 kN) всеки. Тези самолети конкурират Бомбардие CRJ-1000, CS100, Боинг 717, Боинг 737 – 600 и Еърбъс А318.
Първият полет на Е190 е извършен на 12 март 2004 г. от самолета с регистрация PP-XMA, а първият полет на Е195 е извършен на 7 декември същата година от самолет с регистрация PP-XMJ. Първият клиент за Е190 е американската JetBlue, те правят и най-голямата поръчка за самолета от 100 самолета с опция за още 100. Първият клиент за Е195 е британската компания Flybe с поръчка за 14 и опция за още 12 самолета.
Е190 е в клас самолети за къси и средни авиокомпании и се използва от много от най-големите компании в света, оборудван с бизнес класа.

### Ембраер Lineage 1000
На 2 май 2006 г. Ембраер обявява, че планира да пусне бизнес джет от серията. Ембраер Lineage 1000 е направен на базата ан Е190, но е с разширен обхват от 7800 км (4200 nmi) и луксозен салон с до 19 седалки. Първите два самолета са доставени през декември 2008 г.

### Нереализирани варианти

#### Е195Х
Ембраер разглеждали възможността за произвеждане на удължена версия на Е190 с до 130 места в отговор на запитване на Америкън Еърлайнз за самолет, който да замести старите им MD-80. Проектът е кръстен Е195Х, но е прекратен от Ембраер през май 2010 г. поради съмнения за твърде малък обхват на самолета.

## Поръчки и доставки
| Модел | Снимка | Твърди поръчки | Опции | Доставки | Незавършени поръчки |
| ----- | ------ | -------------- | ----- | -------- | ------------------- |
| E-170 |        | 193            | 12    | 188      | 5                   |
| E-175 |        | 421            | 353   | 249      | 172                 |
| E-190 |        | 580            | 135   | 515      | 65                  |
| E-195 |        | 145            | 2     | 138      | 7                   |
| Total |        | 1339           | 502   | 1090     | 249                 |

## Инциденти
- На 24 август 2010 г. на полет на Хенан Еърлайнз с номер 8387, Ембраер 190 излита от Харбин, Китай се разбива на около 1 км преди пистата в Ичун, Китай. При катастрофата загиват 42 души.[1]
- На 29 ноември 2013 г. на полет на Мозамбик Еърлайнз с номер 470, Ембраер 190 се разбива в Намибия при което загиват 33 души на борда (27 пасажери и 6 души екипаж). Вторият пилот е отишъл до тоалетната, при което е бил заключен извън кокпита от капитана, който е разбил самолета.[2]

## Технически характеристики
| Варианти                                   | E-170 (ERJ170-100)                                                                                  | E-175 (ERJ170-200)                                                                                  | E-190 (ERJ190-100)                                                                                 | E-195 (ERJ190-200)                                                                                 |
| ------------------------------------------ | --------------------------------------------------------------------------------------------------- | --------------------------------------------------------------------------------------------------- | -------------------------------------------------------------------------------------------------- | -------------------------------------------------------------------------------------------------- |
| Пилоти                                     | 2 Пилота                                                                                            | 2 Пилота                                                                                            | 2 Пилота                                                                                           | 2 Пилота                                                                                           |
| Максимален брой пасажери                   | 80                                                                                                  | 88                                                                                                  | 114                                                                                                | 122                                                                                                |
| Дължина                                    | 29,90 м                                                                                             | 31,68 м                                                                                             | 36,24 м                                                                                            | 38,65 м                                                                                            |
| Размах на крилете                          | 26,00 м                                                                                             | 26,00 м                                                                                             | 28,72 м                                                                                            | 28,72 м                                                                                            |
| Височина                                   | 9,67 м                                                                                              | 9,67 м                                                                                              | 10,28 м                                                                                            | 10,28 м                                                                                            |
| Празно тегло                               | 21 140 кг                                                                                           | 21 810 кг                                                                                           | 28 080 кг                                                                                          | 28 970 кг                                                                                          |
| Максимално тегло за излитане               | 35 990 кг (STD) 37 200 кг (LR) 38 600 кг (AR)                                                       | 37 500 кг (STD) 39 790 кг (LR) 40 370 кг (AR)                                                       | 47 790 кг (STD) 50 300 кг (LR) 51 800 кг (AR)                                                      | 48 790 кг (STD) 50 790 кг (LR) 52 290 кг (AR)                                                      |
| Максимален полезен товар                   | 9100 кг (STD&LR) 9840 кг (AR)                                                                       | 10 080 кг (STD&LR) 10 360 кг (AR)                                                                   | 13 080 кг                                                                                          | 13 650 кг                                                                                          |
| Разбег при излитане (При максимално тегло) | 1644 м                                                                                              | 2244 м                                                                                              | 2056 м                                                                                             | 2179 м                                                                                             |
| Двигатели                                  | 2× GE CF34-8E турбовентилаторни 61.4 kN (13,800 lbf) тяга всеки 63.2 kN (14,200 lbf) APR тяга всеки | 2× GE CF34-8E турбовентилаторни 61.4 kN (13,800 lbf) тяга всеки 63.2 kN (14,200 lbf) APR тяга всеки | 2× GE CF34-10E турбовентилаторни 82.3 kN (18,500 lbf) тяга всеки 89 kN (20,000 lbf) APR тяга всеки | 2× GE CF34-10E турбовентилаторни 82.3 kN (18,500 lbf) тяга всеки 89 kN (20,000 lbf) APR тяга всеки |
| Максимална скорост                         | 890 км/ч (481 възела, Mach 0.82)                                                                    | 890 км/ч (481 възела, Mach 0.82)                                                                    | 890 км/ч (481 възела, Mach 0.82)                                                                   | 890 км/ч (481 възела, Mach 0.82)                                                                   |
| Обхват                                     | STD: 3334 км (1800 nmi) LR: 3889 km (2100 nmi) AR: 3892 km (2102 nmi)                               | STD: 3334 км (1800 nmi) LR: 3889 km (2100 nmi) AR: 3706 km (2001 nmi)                               | STD: 3334 км (1800 nmi) LR: 4260 km (2300 nmi) AR: 4448 km (2402 nmi)                              | STD: 2593 км (1400 nmi) LR: 3334 km (1800 nmi) AR: 4077 km (2201 nmi)                              |
| Максимално гориво на борда                 | 9335 кг                                                                                             | 9335 кг                                                                                             | 12,971 кг                                                                                          | 12,971 кг                                                                                          |
| Максимална височина на полета              | 12,500 м                                                                                            | 12,500 м                                                                                            | 12,500 м                                                                                           | 12,500 м                                                                                           |
| Тяговъоръженост                            | 0.42:1                                                                                              | 0.39:1                                                                                              | 0.41:1                                                                                             | 0.39:1                                                                                             |
| Разрез на фюзелажа и кабината              | | | | |
| Външна ширина                              | 3,01 м                                                                                              | 3,01 м                                                                                              | 3,01 м                                                                                             | 3,01 м                                                                                             |
| Ширина на кабината                         | 2.74 м                                                                                              | 2.74 м                                                                                              | 2.74 м                                                                                             | 2.74 м                                                                                             |
| Външна височина                            | 3.35 м                                                                                              | 3.35 м                                                                                              | 3.35 м                                                                                             | 3.35 м                                                                                             |
| Височина на кабината                       | 2.00 м                                                                                              | 2.00 м                                                                                              | 2.00 м                                                                                             | 2.00 м                                                                                             |